# Коелга (река)
Ко́елга — река на Южном Урале в центральной части Челябинской области России. Левый, один самых крупных притоков реки Увельки (бассейн Тобола).
Длина — 59 км. Площадь водосборного бассейна — 1040 км².

## Этимология
В источниках XVIII в. — Койелга, Койжилга, Коилга. Происходит от башкирских слов: койо — «родник», «источник», «колодец», елга — «река», то есть «родниковая река», или «река с родниками».

## Исток и устье
Исток находится в озере Чебаркуль в Чебаркульском районе. Коелга впадает в реку Увелька на территории села Коелга. Протекает по территории двух районов области — Чебаркульского и Еткульского.

## Притоки
Наиболее крупные притоки:
← Левый приток
→ Правый приток
- ← Головановский
- → Камбулат
- → Куртмак

## Населённые пункты
На берегах Коелги расположены: сёла Малково, Пустозёрово, Травники, Щапино, Барсуки, Звягино, Коелга.

## Использование
Вблизи многих сёл сооружены пруды с плотинками. Между сёлами Пустозёрово и Травники построен рыбхоз.